# Сернистожълто канарче
Сернистожълтото канарче (Crithagra sulphurata) е вид птица от семейство Чинкови (Fringillidae).

## Разпространение и местообитание
Разпространен е в Ангола, Ботсвана, Бурунди, Замбия, Зимбабве, Кения, Демократична република Конго, Малави, Мозамбик, Руанда, Свазиленд, Танзания, Уганда и Южна Африка.